# Cozombolis Leonidász Péter
Cozombolis Leonidász Péter, azaz Cozombolis (Szolnok, 1979. május 20.) görög származású magyar énekes és dalszövegíró.

## Zenei karrier
Karrierje elején Cozombolis több együttesnek is tagja volt, többek között: basszusgitározott az NCW-ben, gitározott a Tenkes kapitánya együttesben és szintetizátorozott a Rémkoppantókban.
2003-ban egyik barátjával, Tóth Lászlóval kezdte összeállítani az első albumuk zenei anyagát, majd szerveztek maguk köré egy teljes együttest. 2004 tavaszára már 12 dal volt készen. Szülővárosában Szolnokon Szőke András akkor forgatta Zsiguli című filmjét. A producer hallotta már Cozombolis zenéjét, egy demó alapján az együttműködés összejött, a Zsiguli című film betétdala egy még nem rögzített szerzemény lett, melyet először egyetlen gitárral adott elő a rendezőnek.
Az első lemez megjelenése előtt résztvevője volt a Reggae Rodeo 2006 elnevezésű reggae-turnénak: a fellépők hat napon át minden este koncertet adtak a Balaton különböző településein.
2006-ra lett kész egy teljes lemezanyag, de csak 2007 jelent meg, Valami most kezdődik el címmel. Zenéje mediterrán hatásokat tükröző dallamos pop-reggae-rock, szövegei pedig igen sajátosak: szinte minden dala pozitív életérzést sugároz.
A második kislemez az A zenétől felforr a vérem című dalból készült. Ez a dal már elérte az első helyet a VIVA Charton. Az album harmadik kislemeze egy komolyabb hangvételű dal, a Mintha a testvéred volna.
A második album 2008 őszén jelent meg, Fülig ér a száj címmel. A lemezelőzetes kislemez és videóklip áprilisban készült el, melynek címe szintén Fülig ér a száj.
Az album második kislemeze az Érezd az ütemet című számból készült.
2009 áprilisában jelent meg hatodik videóklipje, a Végre itt a nyár című dalából, melyben a VIVA TV egyik műsorvezetőjével, Bennel énekel.
Pár évvel később megjelent a Zenemegaszerelem című dalából készült videóklip.
2012-ben elkészült a Pozitív szó című dalhoz is a videóklip.
2013 nyarán megjelent az Állj mellém című számához is egy videóklip.

## Együttes
- ének (szöveg / zene): Cozombolis Leonidász Péter
- gitár: Rontó Ágoston (Guszti)
- basszusgitár: Bujdosó László
- dobok: Heller Peti
- trombita: Farkas Róbert Tamás
- harsona: Szabó Lóri
- billentyűs hangszerek: Berec Zsolt

## Diszkográfia

### Albumok
| Év   | Album                                                       | Legmagasabb helyezés                   | Minősítés |
| Év   | Album                                                       | MAHASZ Top 40 album- és válogatáslemez | Minősítés |
| ---- | ----------------------------------------------------------- | -------------------------------------- | --------- |
| 2007 | Valami most kezdődik el - 1. stúdióalbum - Megjelenés: 2007 | 25                                     |           |
| 2008 | Fülig ér a száj - 2. stúdióalbum - Megjelenés: 2008         |                                        |           |

### Videóklipek
- Valami most kezdődik el
- A zenétől felforr a vérem
- Mintha a testvéred volna
- Fülig ér a száj
- Érezd az ütemet
- Végre itt a nyár feat. VJ Ben
- Zenemegaszerelem
- Pozitív szó
- Állj mellém

#### Slágerlistás dalok
| Év                  | Dal                             | Legmagasabb helyezés | Legmagasabb helyezés   | Legmagasabb helyezés | Legmagasabb helyezés | Legmagasabb helyezés         | Legmagasabb helyezés | Album                   |
| Év                  | Dal                             | VIVA Chart           | MAHASZ Editors' Choice | MAHASZ Rádiós Top 40 | MAHASZ Dance Top 40  | MAHASZ Single (track) Top 10 | EURO 200             | Album                   |
| ------------------- | ------------------------------- | -------------------- | ---------------------- | -------------------- | -------------------- | ---------------------------- | -------------------- | ----------------------- |
| 2006                | Valami most kezdődik el         | 3                    |                        | 31                   |                      |                              | 142                  | Valami most kezdődik el |
| 2007                | A zenétől felforr a vérem       | 1                    | 40                     | 5                    |                      | 6*                           | 181                  | Valami most kezdődik el |
| 2007                | Mintha a testvéred volna        | 5                    |                        |                      |                      |                              |                      | Valami most kezdődik el |
| 2008                | Fülig ér a száj                 | 8                    |                        |                      |                      |                              |                      | Fülig ér a száj         |
| 2009                | Végre itt a nyár (feat. VJ Ben) | -                    |                        |                      |                      | 5*                           |                      | Fülig ér a száj         |
| 2010                | Zenemegaszerelem                | 1                    |                        |                      |                      | 4                            |                      |                         |
|                     |                                 | Összesítés           |                        |                      |                      |                              |                      |                         |
| 1. helyezett számok | 1. helyezett számok             | 2                    |                        |                      |                      |                              |                      |                         |
| Top 10-be bekerült  | Top 10-be bekerült              | 6                    |                        | 1                    |                      | 3                            |                      |                         |
| Top 40-be bekerült  | Top 40-be bekerült              | 6                    | 1                      | 2                    |                      | 3                            |                      |                         |

- *2010-es helyezések*

## Elismerések és díjak
- 2007 – VIVA Comet – Legjobb új előadó (jelölés)
- 2009 – Fonogram díj – Az év hazai dance pop albuma (jelölés)
- 2009 – VIVA Comet – Legjobb Férfi előadó (jelölés)